# Peplonia organensis
Peplonia organensis là một loài thực vật có hoa trong họ La bố ma. Loài này được (E. Fourn.) Fontella & Rapini mô tả khoa học đầu tiên năm 2005.